# Escut de Trondheim
L'escut de Trondheim (Sør-Trøndelag, Noruega) és un dels símbols de la ciutat i el municipi. Fou adoptat pel govern de la ciutat el 1899. És un disseny del 1897, però està inspirat en un segell medieval, documentat per primera vegada el 1344 però probablement més antic.
Representa, a l'esquerra, a un bisbe amb bàcul pastoral a la porta d'una església, i a la dreta, un rei amb una balança a la porta d'un castell. L'església i el castell descansen sobre un arc, sota del qual hi ha tres caps masculins. El rei i el bisbe simbolitzen l'estatus de Trondheim com a primera capital de Noruega i residència de l'arquebisbe. La balança podria representar l'equilibri de forces entre el poder monàrquic i l'eclesiàstic, i els tres caps al govern de la ciutat. Totes les figures són de color d'argent, sobre un camp atzur. L'escut està acabat amb una corona mural, també d'argent, de vuit merlets.
El segell original també contenia la inscripció en llatí SIGILLVM OMNIVM CIVIVM NIDROSIENSIS civitatis, que es tradueix com El segell dels ciutadans de la ciutat de Nidaros.